# Bali (adamawa jezik)
Bali jezik (bibaali, ibaali, maya; ISO 639-3: bcn), adamawa-ubanški jezik naroda Ibaali, kojim govori 2 000 ljudi (1991 R. Blench) u nigerijskoj državi Adamawa. Pripada skupini adamawa, podskupini yandang. Srodan je jeziku kpasam [pbn].
Pripadnici etničke grupe svoj jezik nazivaju maya’ ili ‘abaali’.

## Vanjske poveznice
- Ethnologue (14th)
- Ethnologue (15th)